# Dawit Schirtladze
Dawit Schirtladze (gruz. დავით სხირტლაძე, ur. 16 marca 1993 w Tbilisi) – gruziński piłkarz występujący na pozycji napastnika w gruzińskim klubie Dinamo Tbilisi, reprezentant Gruzji w latach 2016–2017.

## Kariera klubowa

### Aarhus GF
W 2011 roku dołączył do akademii Aarhus GF. Zadebiutował 6 sierpnia 2011 w meczu Superligaen przeciwko SønderjyskE Fodbold (3:1). 19 lipca 2012 zadebiutował w kwalifikacjach do Ligi Europy UEFA w meczu przeciwko Dila Gori (1:2). Pierwszą bramkę zdobył 25 września 2012 w meczu Pucharu Danii przeciwko Aarhus Fremad (0:3). Pierwszą bramkę w lidze zdobył 22 października 2012 w meczu przeciwko Randers FC (1:1).

### Silkeborg IF
1 stycznia 2016 przeszedł do klubu Silkeborg IF. Zadebiutował 10 marca 2016 w meczu 1. division przeciwko FC Fredericia (0:1). Pierwszą bramkę zdobył 28 marca 2016 w meczu ligowym przeciwko FC Helsingør (0:1). W sezonie 2015/16 jego zespół zajął drugie miejsce w tabeli i awansował do najwyższej ligi. W Superligaen zadebiutował 15 lipca 2016 w meczu przeciwko Odense Boldklub (0:0). Pierwszą bramkę w lidze zdobył 13 sierpnia 2016 w meczu przeciwko AC Horsens (3:3).

### Spartak Trnawa
3 września 2018 podpisał kontrakt z drużyną Spartaku Trnawa. Zadebiutował 6 września 2018 w meczu Pucharu Słowacji przeciwko FK Rača (0:9), w którym zdobył dwie bramki. W Fortuna Liga zadebiutował 15 września 2018 w meczu przeciwko MŠK Žilina (1:2). 25 października 2018 zadebiutował w fazie grupowej Ligi Europy UEFA w meczu przeciwko Dinamo Zagrzeb (1:2). W sezonie 2018/19 jego zespół zdobył Puchar Słowacji.

### Riga FC
3 lutego 2019 przeszedł do zespołu Riga FC. Zadebiutował 9 marca 2019 w meczu Virslīgi przeciwko FK Jelgava (0:1). W sezonie 2019 jego zespół zajął pierwsze miejsce w tabeli i zdobył mistrzostwo Łotwy.

### Arka Gdynia
4 lipca 2019 podpisał kontrakt z klubem Arka Gdynia. Zadebiutował 29 lipca 2019 w meczu Ekstraklasy przeciwko Pogoni Szczecin (2:0). Pierwszą bramkę zdobył 24 sierpnia 2019 w meczu ligowym przeciwko Cracovii (3:1).

### Dinamo Tbilisi
7 października 2020 przeszedł do drużyny Dinamo Tbilisi. Zadebiutował 3 listopada 2020 w meczu Erownuli Ligi przeciwko Dila Gori (0:3), w którym zdobył swoją pierwszą bramkę. W sezonie 2020 jego zespół zajął pierwsze miejsce w tabeli zdobywając mistrzostwo Gruzji.

### Viborg FF
12 lutego 2021 podpisał kontrakt z zespołem Viborg FF. Zadebiutował 21 lutego 2021 w meczu 1. division przeciwko Vendsyssel FF (0:1). W sezonie 2020/21 jego zespół zajął pierwsze miejsce w tabeli i awansował do Superligaen.

### Dinamo Tbilisi
1 sierpnia 2021 przeszedł do klubu Dinamo Tbilisi. Zadebiutował 12 września 2021 w meczu Erownuli Ligi przeciwko SK Telawi (1:0). Pierwszą bramkę zdobył 24 września 2021 w meczu ligowym przeciwko SK Samtredia (5:1). W sezonie 2021 jego drużyna zajęła drugie miejsce w tabeli zdobywając wicemistrzostwo Gruzji.

## Kariera reprezentacyjna

### Gruzja U-21
W 2012 roku otrzymał powołanie do reprezentacji Gruzji U-21. Zadebiutował 15 sierpnia 2012 w meczu eliminacji do Mistrzostw Europy U-21 2013 przeciwko reprezentacji Chorwacji U-21 (1:1), w którym zdobył swoją pierwszą bramkę.

### Gruzja
W 2016 roku otrzymał powołanie do reprezentacji Gruzji. Zadebiutował 5 września 2016 w meczu eliminacji do Mistrzostw Świata 2018 przeciwko reprezentacji Austrii (1:2).

## Statystyki

### Klubowe
(aktualne na dzień 6 lutego 2022)
| Klub               | Sezon              | Liga               | Liga  | Liga   | Puchar kraju | Puchar kraju | Europa | Europa | Suma  | Suma   |
| Klub               | Sezon              | Liga               | Mecze | Bramki | Mecze        | Bramki       | Mecze  | Bramki | Mecze | Bramki |
| ------------------ | ------------------ | ------------------ | ----- | ------ | ------------ | ------------ | ------ | ------ | ----- | ------ |
| Aarhus GF          | 2011/12            | Superligaen        | 14    | 0      | 2            | 0            | –      | –      | 16    | 0      |
| Aarhus GF          | 2012/13            | Superligaen        | 20    | 2      | 1            | 1            | 1      | 0      | 22    | 3      |
| Aarhus GF          | 2013/14            | Superligaen        | 13    | 0      | 3            | 1            | –      | –      | 16    | 1      |
| Aarhus GF          | 2014/15            | 1. division        | 18    | 3      | 2            | 0            | –      | –      | 20    | 3      |
| Aarhus GF          | 2015/16            | Superligaen        | 6     | 0      | 2            | 1            | –      | –      | 8     | 1      |
| Aarhus GF          | Ogólnie            | Ogólnie            | 71    | 5      | 10           | 3            | 1      | 0      | 82    | 8      |
| Silkeborg IF       | 2015/16            | 1. division        | 13    | 6      | 0            | 0            | –      | –      | 13    | 6      |
| Silkeborg IF       | 2016/17            | Superligaen        | 32    | 7      | 1            | 0            | –      | –      | 33    | 7      |
| Silkeborg IF       | 2017/18            | Superligaen        | 35    | 9      | 6            | 4            | –      | –      | 41    | 13     |
| Silkeborg IF       | 2018/19            | 1. division        | 3     | 0      | 1            | 2            | –      | –      | 4     | 2      |
| Silkeborg IF       | Ogólnie            | Ogólnie            | 83    | 22     | 8            | 6            | 0      | 0      | 91    | 28     |
| Spartak Trnawa     | 2018/19            | Fortuna Liga       | 8     | 0      | 4            | 3            | 4      | 0      | 16    | 3      |
| Spartak Trnawa     | Ogólnie            | Ogólnie            | 8     | 0      | 4            | 3            | 4      | 0      | 16    | 3      |
| Riga FC            | 2019               | Virslīga           | 2     | 0      | 0            | 0            | –      | –      | 2     | 0      |
| Riga FC            | Ogólnie            | Ogólnie            | 2     | 0      | 0            | 0            | 0      | 0      | 2     | 0      |
| Arka Gdynia        | 2019/20            | Ekstraklasa        | 22    | 4      | 0            | 0            | –      | –      | 22    | 4      |
| Arka Gdynia        | Ogólnie            | Ogólnie            | 22    | 4      | 0            | 0            | 0      | 0      | 22    | 4      |
| Dinamo Tbilisi     | 2020               | Erownuli Liga      | 5     | 3      | 0            | 0            | 0      | 0      | 5     | 3      |
| Dinamo Tbilisi     | Ogólnie            | Ogólnie            | 5     | 3      | 0            | 0            | 0      | 0      | 5     | 3      |
| Viborg FF          | 2020/21            | 1. division        | 14    | 0      | 0            | 0            | –      | –      | 14    | 0      |
| Viborg FF          | Ogólnie            | Ogólnie            | 14    | 0      | 0            | 0            | 0      | 0      | 14    | 0      |
| Dinamo Tbilisi     | 2021               | Erownuli Liga      | 6     | 2      | 0            | 0            | 0      | 0      | 6     | 2      |
| Dinamo Tbilisi     | Ogólnie            | Ogólnie            | 6     | 2      | 0            | 0            | 0      | 0      | 6     | 2      |
| Ogólnie w karierze | Ogólnie w karierze | Ogólnie w karierze | 211   | 36     | 22           | 12           | 5      | 0      | 238   | 48     |

### Reprezentacyjne
| Reprezentacja | Rok     | Mecze | Bramki |
| ------------- | ------- | ----- | ------ |
| Gruzja U-21   |         |       |        |
| 2012          | 2       | 1     |        |
| 2013          | 6       | 2     |        |
| Ogólnie       | Ogólnie | 8     | 3      |
| Gruzja        |         |       |        |
| 2016          | 3       | 0     |        |
| 2017          | 1       | 0     |        |
| Ogólnie       | Ogólnie | 4     | 0      |

| Mecze i gole w reprezentacji | Mecze i gole w reprezentacji | Mecze i gole w reprezentacji | Mecze i gole w reprezentacji | Mecze i gole w reprezentacji | Mecze i gole w reprezentacji | Mecze i gole w reprezentacji | Mecze i gole w reprezentacji |
| Gruzja U-21                  | Gruzja U-21                  | Gruzja U-21                  | Gruzja U-21                  | Gruzja U-21                  | Gruzja U-21                  | Gruzja U-21                  | Gruzja U-21                  |
| Lp.                          | Data                         | Miejsce                      | Gospodarz                    | Gość                         | Wynik                        | Gol                          | Rozgrywki                    |
| ---------------------------- | ---------------------------- | ---------------------------- | ---------------------------- | ---------------------------- | ---------------------------- | ---------------------------- | ---------------------------- |
| 1.                           | 15.08.2012                   | Tbilisi                      | Gruzja U-21                  | Chorwacja U-21               | 1:1                          | Gol                          | el. ME U-21 2013             |
| 2.                           | 06.09.2012                   | Tbilisi                      | Gruzja U-21                  | Estonia U-21                 | 2:1                          |                              | el. ME U-21 2013             |
| 3.                           | 14.08.2013                   | Jurmała                      | Łotwa U-21                   | Gruzja U-21                  | 0:4                          | Gol                          | Mecz towarzyski              |
| 4.                           | 05.09.2013                   | Esch-sur-Alzette             | Luksemburg U-21              | Gruzja U-21                  | 0:3                          | Gol                          | el. ME U-21 2015             |
| 5.                           | 09.09.2013                   | Senec                        | Słowacja U-21                | Gruzja U-21                  | 1:0                          |                              | el. ME U-21 2015             |
| 6.                           | 10.10.2013                   | Tbilisi                      | Gruzja U-21                  | Holandia U-21                | 0:6                          |                              | el. ME U-21 2015             |
| 7.                           | 14.10.2013                   | Tbilisi                      | Gruzja U-21                  | Szkocja U-21                 | 2:1                          |                              | el. ME U-21 2015             |
| 8.                           | 18.11.2013                   | Gori                         | Gruzja U-21                  | Słowacja U-21                | 1:3                          |                              | el. ME U-21 2015             |
| Gruzja                       |                              |                              |                              |                              |                              |                              |                              |
| Lp.                          | Data                         | Miejsce                      | Gospodarz                    | Gość                         | Wynik                        | Gol                          | Rozgrywki                    |
| 1.                           | 05.09.2016                   | Tbilisi                      | Gruzja                       | Austria                      | 1:2                          |                              | el. MŚ 2018                  |
| 2.                           | 06.10.2016                   | Dublin                       | Irlandia                     | Gruzja                       | 1:0                          |                              | el. MŚ 2018                  |
| 3.                           | 12.11.2016                   | Tbilisi                      | Gruzja                       | Mołdawia                     | 1:1                          |                              | el. MŚ 2018                  |
| 4.                           | 06.10.2017                   | Tbilisi                      | Gruzja                       | Walia                        | 0:1                          |                              | el. MŚ 2018                  |

## Sukcesy

### Aarhus GF
- Wicemistrzostwo 1. division (1×): 2014/2015

### Silkeborg IF
- Wicemistrzostwo 1. division (1×): 2015/2016

### Spartak Trnawa
- Puchar Słowacji (1×): 2018/2019

### Riga FC
- Mistrzostwo Łotwy (1×): 2019

### Dinamo Tbilisi
- Mistrzostwo Gruzji (1×): 2020
- Wicemistrzostwo Gruzji (1×): 2021

### Viborg FF
- Mistrzostwo 1. division (1×): 2020/2021